# Tempestade subtropical de abril de 1992

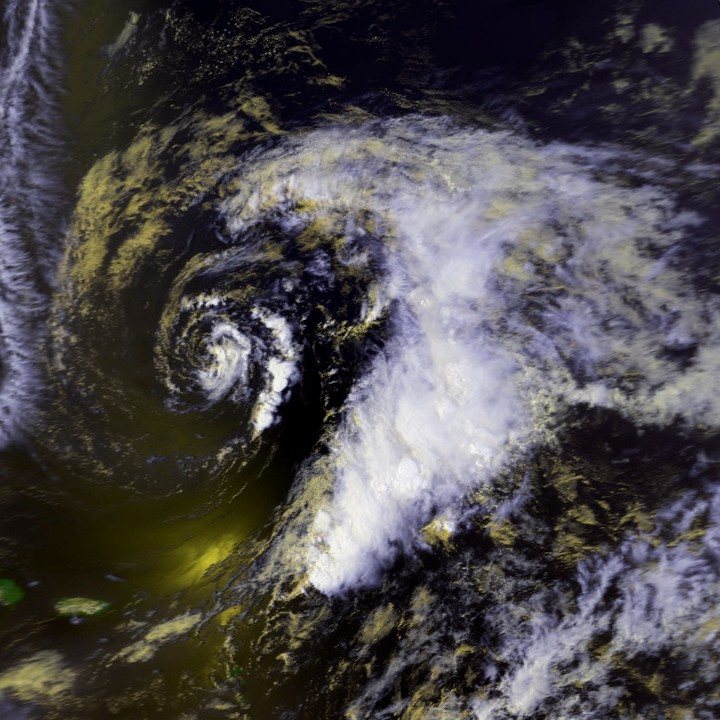

A tempestade subtropical Um de 1992 foi o primeiro ciclone subtropical registrado da história a ocorrer durante o mês de abril. Formou-se em 21 de abril cerca de 1 100 km a sudeste de Bermudas, e seguiu uma rota noroeste quando alcançou o status de tempestade subtropical em 22 de abril. O ciclone atingiu ventos máximos de 85 km/h, antes de aumento o cisalhamento do vento enfraquece-lo a tempestade. Ele virou-se para leste, e em 24 de abril dissipou-se sem afetar o continente.

## Impacto
Inicialmente, a tempestade subtropical parecia ser uma ameaça para Bermudas. O Centro Nacional de Furacões estimou uma chance de 18% do centro da tempestade passar a uma distância de até 105 km da ilha; no entanto, manteve-se bem à sudeste do território. Os maiores ventos relatados por um navio foram de 85 km/h, a partir de um recipiente com o sinal de chamada C6KD7. O navio registrou uma pressão de 1004,1  milibares; a decisão de emitir avisos sobre o ciclone foi baseada principalmente no relatório do navio.
A tempestade foi o primeiro ciclone subtropical do Atlântico registrado a se desenvolver no mês de abril. Anteriormente, um ciclone tropical ou subtropical havia se desenvolvido em cada um dos meses do ano, mas nunca em abril. Em seu relatório preliminar sobre o ciclone, o Centro Nacional de Furacões observa, "ciclones subtropicais só foram rastreados desde 1968 (registros de ciclones tropicais voltar a 1871) e é possível que alguns sistemas que foram designados extratropical antes de 1968 poderia ter sido subtropical." Além disso, a tempestade subtropical foi a primeiro a não fazer a transição para um ciclone tropical desde 1984. Ciclones subtropicais não foram nomeados na época, e não foram nomeados até 2001; se tivesse sido nomeado, ele teria sido a tempestade subtropical Andrew.